# Ołeksandriwka (rejon zwiahelski)
Ołeksandriwka (ukr. Олександрівка) – wieś na Ukrainie, w obwodzie żytomierskim, w rejonie zwiahelskim, w hromadzie Zwiahel. W 2001 liczyła 538 mieszkańców, spośród których 519 wskazało jako ojczysty język ukraiński, 14 rosyjski, 1 rumuński, a 4 polski.